# Julius von Derschatta
Julius von Derschatta, född 12 september 1852 i Zadar, död 3 februari 1924 i Wien, var en österrikisk politiker.
Derschatta blev 1881 praktiserande advokat i Graz och ägnade sig tidigt åt det politiska livet som förkämpe för den tyska nationalitetens sak mot tjeckerna. År 1885 invaldes han i österrikiska riksrådets deputeradekammare, omvaldes 1891, men nedlade kort därpå sitt mandat för att i stället inträda i Steiermarks "Landesausschuss". 
Derschatta utövade emellertid alltjämt stort inflytande på tyska folkpartiet, lät sig 1901 åter inväljas i deputeradekammaren och intog därefter, såsom ledare för tyska folkpartiet och ledamot av de tyska vänsterpartiernas gemensamma "exekutivutskott", den parlamentariskt mest framskjutna platsen på den tysksinnade sidan i deputeradekammaren. Derschatta var juni 1906 till oktober 1908 järnvägsminister i Österrikes första parlamentariska ministär, ledd av Max Wladimir von Beck, och blev 1909 president för rederiet Österreichischer Lloyd.